# Max Baer Jr.
Max Baer Jr., all'anagrafe Maximilian Adalbert Baer Jr. (Oakland, 4 dicembre 1937), è un attore statunitense.
Figlio del celebre pugile Max Baer, è principalmente ricordato per il ruolo di Jethro Bodine nella serie televisiva The Beverly Hillbillies (1962–1971).

## Carriera

### The Beverly Hillbillies

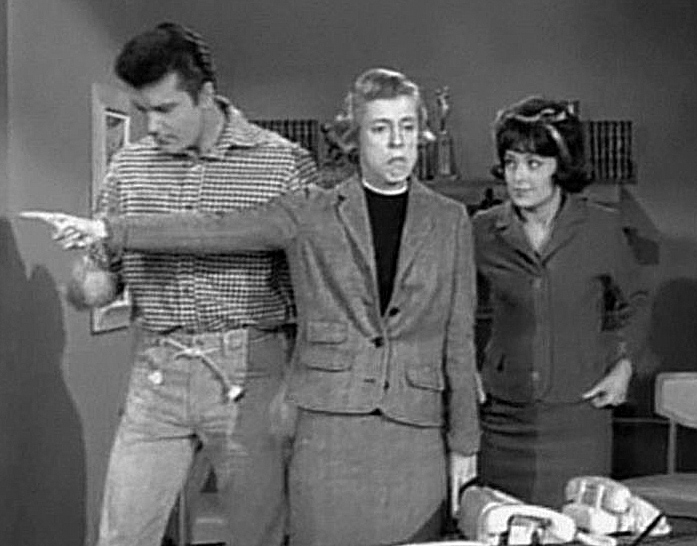
Max Baer Jr. (sinistra), Nancy Kulp e Sharon Tate in The Beverly Hillbillies (1965)

Nel 1962, Baer venne scritturato nel ruolo del campagnolo Jethro Bodine per la sitcom The Beverly Hillbillies della CBS. La parte si rivelò il punto più alto della sua carriera d'attore e il ruolo che gli rimase appiccicato addosso tutta la vita.
Con la morte nel 2015 di Donna Douglas, Baer è attualmente l'unico membro sopravvissuto del cast originale della serie.

### Carriera successiva
The Beverly Hillbillies chiuse i battenti nel 1971, e Baer fece varie apparizioni speciali e ospitate in televisione, prima di dedicarsi alla gestione di sale da gioco.

## Filmografia parziale
- Hawaiian Eye – serie TV, episodi 2x08-2x36 (1960-1961)
- Indirizzo permanente (77 Sunset Strip) – serie TV, 3 episodi (1960-1961)
- Follow the Sun – serie TV, episodio 1x24 (1962)
- The Beverly Hillbillies – serie TV, 273 episodi (1962-1971)
- La signora in giallo (Murder, She Wrote) – serie TV, episodi 6x05-7x14 (1989-1991)